# 線対称

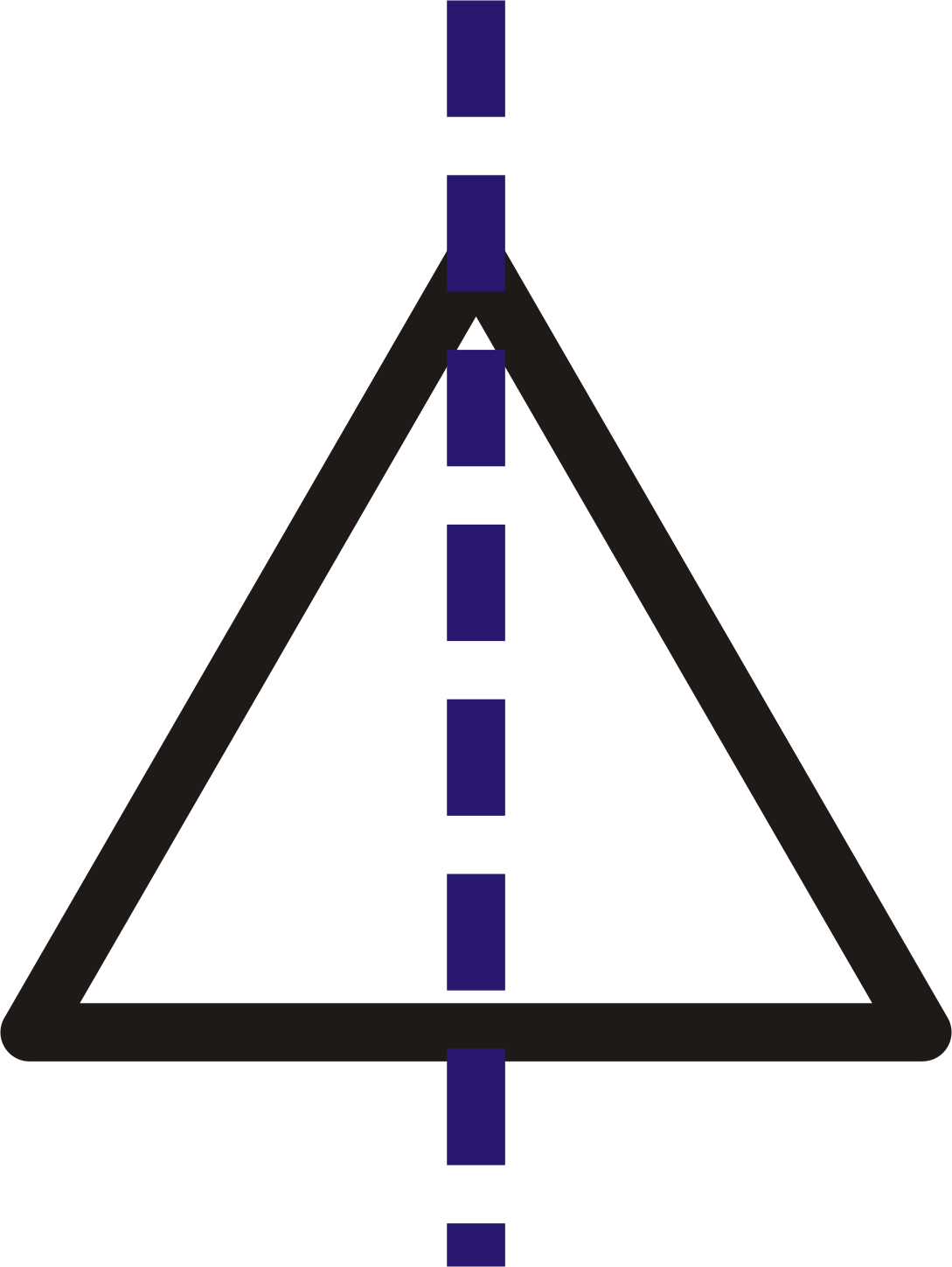
正三角形とその対称軸のうちの一本

線対称（せんたいしょう、英: line symmetry）は、図形を特徴づける性質の1つで、ある直線を軸として図形を反転させると自らと重なり合う対称性である。その直線を対称軸という。

## 各次元の線対称
線対称の最も一般的な性質は、高次元のものである。2次元では、それに2次元特有の性質が加わる。

### 2次元

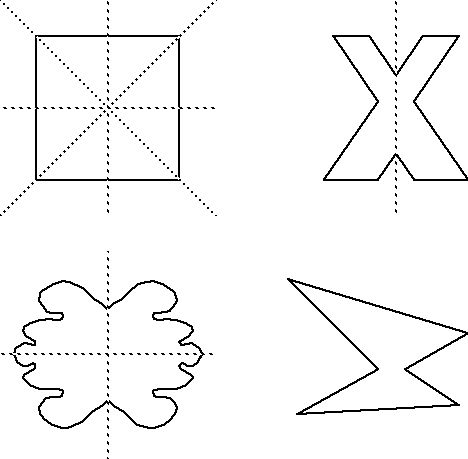
点線はそれぞれの図形の対称軸を表す。右下の図形は線対称ではない

2次元図形の線対称は、反射対称（英:reflection symmetry）と同じものである。reflection symmetryを線対称と訳すことも多い。なおその場合、3次元図形のreflection symmetryは面対称と訳す。
対称軸を境に図形を2つの部分に分け、一方を折り返すともう一方に重なる。対称軸は、折り返したときに互いに重なる2つの点を結んだ線分の垂直二等分線である。対称軸は複数本存在する場合もある。
対称軸を境に2つに分割した図形は互いに合同である。異なる全ての対称軸は1点で交わり、その交点は図形の重心である。一般に対称軸を偶数本もしくは無数に持つ図形は点対称でもあり、その図形を重心を中心に180°回転させるともとの図形と完全に重なる。いっぽう対称軸を奇数本もつ図形は点対称ではない。
関数 y = f(x) のグラフが y 軸を対称軸とする線対称なものであることと、f(x) が偶関数であることは同値である。

### 3次元
3次元図形の線対称は、2回対称に等しい。
なお、2次元図形の線対称も、その図形を3次元図形と見なしたときの2回対称である。

### 4次元以上
n次元（n ≧ 4）図形が線対称であるとは、対称軸に直交する各 n - 1 次元空間内において、対称軸との交点を中心とした点対称が成立していることである。
なお、2次元・3次元図形の点対称も、この定義の特殊例である。

## 線対称な図形として代表的なもの

図形名（対称軸の本数、対称軸が通る点）

### 2次元
- 円（無限、中心）
- 正n角形（n 本、正奇数角形は各頂点と重心、正偶数角形は各頂点・辺心と重心）
- 二等辺三角形（1本、頂角の頂点と底辺の中点）
- 長方形（2本、対辺の各中点）
- 菱形（2本、対角の各頂点）
- 凧形（1本、互いに角の大きさが異なる対角の各頂点）
- 等脚台形（1本、平行な2辺の各中点）
- 扇形（1本、中心角のある点と弧の中点）
- 楕円（2本、中心と焦点。あるいは2つの焦点から等距離にある異なる2点）

### 3次元
- 球（無限、中心）
- 正四面体（3本、中心と各辺心）
- 立方体（9本、中心と各辺心・面心）
- 正八面体（9本、中心と各頂点・辺心）
- 正十二面体・正二十面体（15本、中心と各辺心）